# 勇士舞

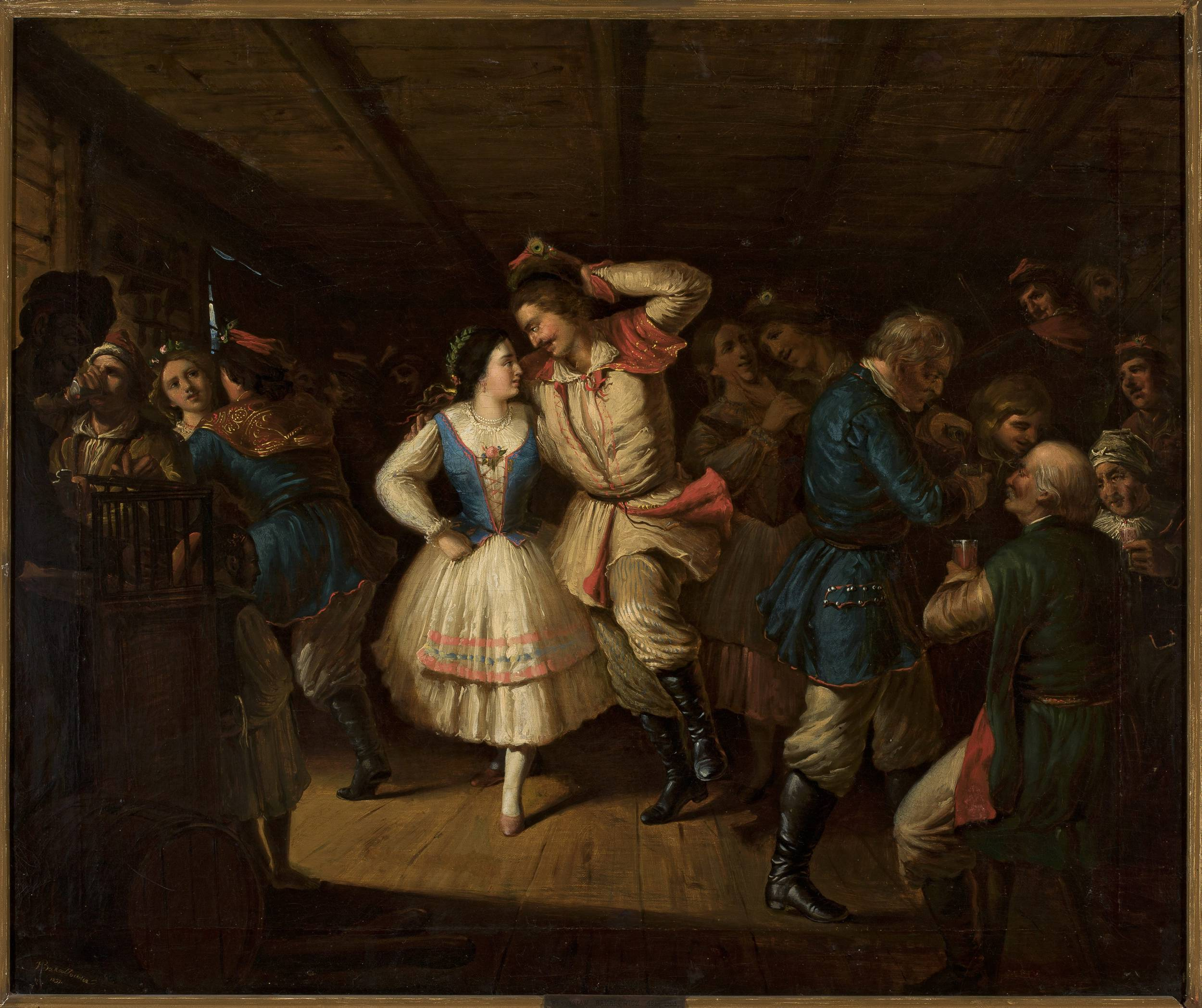
勇士舞

勇士舞(Krakowiak)是一種快速的波蘭舞，節拍是2/4拍，起源於舊首都克拉科夫及小波蘭省。它在維也納(Krakauer)和巴黎(Cracovienne)非常流行，與舞會行列和馬珠兒共同標誌著一個羅曼蒂克、如畫的民族。
勇士舞是雙人舞，編排通常是雙數對的舞者組成，由一位男性舞者帶領，藉由歌唱的方式來帶領舞步。根據New Grove Dictionary of Music and Musicians字典描述，勇士舞的帶領者是第一對的男性舞者。